# Kandinsky Music Painter
Kandinsky Music Painter (KMP) ist eine Musiksoftware zur graphischen, partitur-orientierten Komposition, Bearbeitung und Analyse musikalischer Strukturen, die via MIDI zum Klingen gebracht werden können. Der Name des Programms geht zurück auf den russischen Maler und Grafiker Wassily Kandinsky (1866–1944). Als Hardware wird ein ATARI-Computer (Atari 1040 STE, Falcon) mit mindestens ein MiB RAM und s/w-Monitor sowie ein MIDI-Keyboard oder -Expander (Soundmodul) verwendet. KMP wurde 1987–1989 von Frank Rein und Clemens von Reusner für den Einsatz in Schulen und Hochschulen entwickelt. In dieser Zeit gab es für die Digitalisierung der Musik durch die Einführung der MIDI-Norm und die erfolgreiche Markteinführung leistungsfähiger und preiswerter Rechner entscheidende Impulse.
Die Grundidee des KMP besteht aus einer Verbindung von musikbezogener Datenverarbeitung (MIDI) und der Möglichkeit, grafische Strukturen am Bildschirm zu zeichnen (Notation (Musik)). Derselbe digitale Code wird gleichzeitig in den optischen Bereich (Bildpunkt) und in den akustischen Bereich ("note on") übertragen. So ist das Pixel (picture element), der Bildpunkt als kleinste Einheit in einem x-y-Koordinatensystem (Tonhöhe und Tondauer, bzw. Einsatzzeitpunkt) definiert: ein hoher Ton – oben, ein tiefer Ton unten, ein langer Ton – mehrere Punkte hintereinander. MIDI-seitig sind 128 Tonhöhen codiert, was etwa zehneinhalb Oktaven entspricht.
Die Umsetzung in Klänge geschieht durch Abtasten der Zeichenfläche von links nach rechts oder umgekehrt. Die Geschwindigkeit der Ton- und Bildausgabe, das Klangprogramm des Synthesizers und die Dynamik (Musik) (hier: Parameter Velocity im unteren Arbeitsbereich) sind wählbar bzw. grafisch veränderbar.
Zum Zeichnen im oberen Arbeitsfeld stehen Werkzeuge zur Verfügung, wie sie aus Graphikprogrammen bekannt sind: Freihandzeichnen, Sprühdose, Gerade, Cluster (Musik), Bézierkurve, Sinuskurve, Ellipse. Eine Lupe und ein Radiergummi dienen der Feinarbeit. Mit Hilfe der Blockfunktionen können Teile einer Zeichnung kopiert, verschoben, gespiegelt werden. KMP kann aber auch selbst durch Zufallsfunktionen mit veränderbaren Parametern Strukturen erzeugen. Standard-Midi-Files können ebenso wie Grafikdateien im- und exportiert werden. Auch ein Ausdruck der Partituren ist möglich. Die Abbildung zeigt Ergebnisse der am unteren Bildschirmrand aufrufbaren Grafikfunktionen. Der Linienzug im unteren Arbeitsfenster stellt den dynamischen Verlauf dar.
Das Programm wird in der Vollversion nicht mehr vertrieben. Eine PD-Version des Programms mit eingeschränktem Funktionsumfang ist im Internet verfügbar. Programme für die STE-Serie sind mit dem Emulator Steem auf heutigen PCs lauffähig.